# Telophorus
Telophorus is een geslacht van zangvogels uit de familie Malaconotidae (bosklauwieren).

## Soorten
Het geslacht kent de volgende vier soorten:
- Telophorus cruentus – Roodbuikklauwier
- Telophorus dohertyi – Doherty's bosklauwier
- Telophorus viridis – Bonte bosklauwier
  - T. v. quadricolor – Vierkleurige bosklauwier
- Telophorus zeylonus – Bokmakierieklauwier